# Tawfīq Sāyigh
Tawfīq Sāyigh (arabisch توفيق صايغ, DMG Taufīq Ṣāyiġ; * 1923 in Südsyrien; † 1971) war ein christlich-palästinensischer Poet und Redakteur. 

## Leben
Sāyighs Vater war presbyterianischer Geistlicher. Zuerst zog die Familie nach Palästina um, später weiter in den Libanon. Seine schulische Ausbildung erhielt Sāyigh am arabischen College in Jerusalem und an der amerikanischen Universität in Beirut, wo er 1945 seinen Bachelor of Arts in englischer Literatur erwarb. Es folgten noch Studien der Literatur in Harvard, Oxford, Cambridge und London. Später erhielt er den Lehrauftrag für arabische Sprache und Literatur, ebenfalls in Cambridge und London, dazu leitete er von 1962 bis 1967 als Chefredakteur das neu gegründete Kulturmagazin Hiwār.

## Werke (Auswahl)
- Thalāthūn Qasīda (1954)
- al-Qasīda Kāf (1960)
- Muʿallaqat Taufīq Sāyigh (1963)[1]